# Aero 50
Der Aero 50 war ein tschechoslowakisches Automobil, das von 1936 bis 1940 von Aero gebaut wurde.
Das Modell war nach dem Aero 30 der zweite Aero mit Vorderradantrieb. Der Vierzylinder-Zweitakt-Motor, dessen Konstruktion auf dem Zweizylinder des Modells 30 basierte, hatte einen Hubraum von 1997 cm³ und leistete 37 kW. Mit seinem Dreiganggetriebe erreichte der Wagen eine Höchstgeschwindigkeit von rund 120 km/h. Der Kraftstoffverbrauch belief sich auf 12–16 l/100 km.
Im Jahr 1938 wurden die Seilzugbremsen durch eine hydraulische Einkreisbremsanlage ersetzt. Wie der Aero 30 hatte der Aero 50 ab 1939 eine modernisierte Werkskarosserie nach Sodomka, die vor allem am abgerundeten Kühlergrill zu erkennen ist.
Vom Aero 50 wurden insgesamt 1200 Fahrzeuge gebaut. Davon wurden 751 Exemplare ab Werk als Limousine ausgeliefert.
Besondere Aufmerksamkeit erregte der in nur 5 Exemplaren produzierte Aero 50 Dynamik mit seiner modernen, tropfenförmigen Karosserie.